# Василько Святославич
Василько Святославич (1080 — 1144) — князь полоцький (1132—1144), син Святослава Всеславича, князя Вітебського та Софії Володимирівни. Онук Всеслава Брячиславича. Походив з вітебської лінії Ізяславичей Полоцьких. По материнській лінії — онук Володимира Мономаха. 

## Біографія
1129 року Великий князь Київський Мстислав здійснив похід на Полоцьке князівство, захопивши в полон всіх полоцьких князів і членів їх сімей, позбавив їх уділів й вислав до Візантії. У числі засланих опинився і Василько. Ймовірно, він служив в імператора Івана ІІ полководцем.
У 1131 або 1132 році Василько повернувся з Візантії. Неясно, чи отримав він якийсь уділ. Войтович припускає, що Василько в період 1130-1132 року міг бути князем Вітебським, або що в 1132 році він княжив в Ізяславі. 
1132 року полочани вигнали  князя Святополка Мстиславича (сина Мстислава Великого) і замість нього запросили Василька.
Про його правління практично нічого не відомо. Для того щоб утриматися на князювання, він підтримував синів Мстислава: у 1138 році, коли вигнаний з Новгорода Всеволод Мстиславич йшов повз Полоцьк, Василько проводжав його з честю і цілував йому хрест.
Ім'я дружини Василька невідомо. Точно не відомо, скільки у нього було дітей. Згадуються такі діти:
- Всеслав, князь Вітебський
- Брячислав, князь Ізяславський, князь Вітебський
- Володша (пом. після 1160)
- Ізяслав, згадується в «Слові о полку Ігоревім» разом з братами Брячислава і Всеволодом.
- Всеволод, князь Городненский
- Ольга, черниця Євдокія
- Марія, Велика княгиня Київська.

У 1143 році Василько видав свою дочку Марію заміж за Святослава Всеволодовича, сина Великого князя Київського Всеволода Ольговича. Більше про нього в літописах не згадується. 
Припускають, що Василько помер 1144 року.